# Universität Ōita

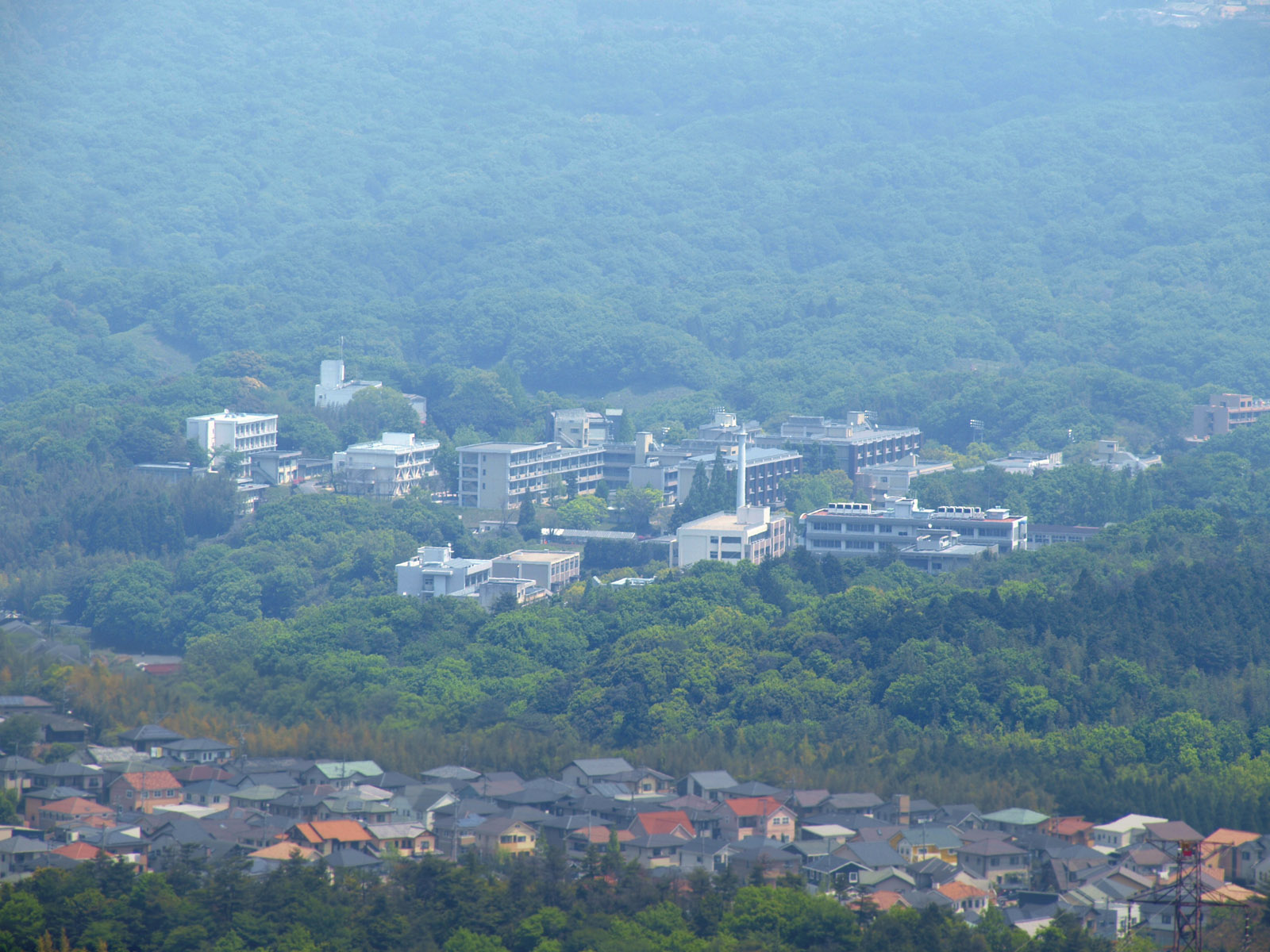
Dannoharu-Campus

Die Universität Ōita (jap. 大分大学, Ōita daigaku, kurz: Bundai (分大)) ist eine staatliche Universität in Japan. Der Hauptcampus liegt in Ōita in der Präfektur Ōita.

## Geschichte
Die (ältere) Universität Ōita wurde 1949 durch den Zusammenschluss der drei staatlichen Schulen gegründet:
- die Wirtschaftsfachschule Ōita (大分経済専門学校, Ōita keizai semmon gakkō, gegründet 1921),
- die Normalschule Ōita (大分師範学校, Ōita shihan gakkō, gegründet 1874), und
- die Jugend-Normalschule Ōita (大分青年師範学校, Ōita seinen shihan gakkō in Nakatsu, gegründet 1923).

Die Wirtschaftsfachschule Ōita, der Vorgänger der Wirtschaftsfakultät, wurde unter dem Namen Höhere Handelsschule Ōita (大分高等商業学校, Ōita kōtō shōgyō gakkō) gegründet. Sie war die 8. älteste der staatlichen höheren Handelsschulen in Japan und wurde 1944 in Wirtschaftsfachschule Ōita umbenannt. Ihr Campus wurde bis 1969 von der Wirtschaftsfakultät benutzt, und seit 1975 ist er der Campus der Präfekturalen Hochschule für Kunst und Kultur Ōita (大分県立芸術文化短期大学, Ōita-kenritsu geijutsu bunka tanki daigaku).
Die (ältere) Universität wurde mit zwei Fakultäten (Liberal Arts und Wirtschaftswissenschaften) eröffnet. Die Fakultät für Liberal Arts wurde 1966 in Pädagogische Fakultät umbenannt, 1999 dann in Fakultät für Pädagogik und Wohlfahrtspflege. 1969 zogen die Fakultäten in den neuen Dannoharu-Campus um. 2003 wurde die Medizinische Universität Ōita (大分医科大学, Ōita ika daigaku, gegründet 1976) zur neuen Universität Ōita zusammengelegt.

## Fakultäten
- Dannoharu-Campus (in Ōita, Präfektur Ōita, 33° 10′ 31,6″ N, 131° 36′ 47,7″ OKoordinaten: 33° 10′ 31,6″ N, 131° 36′ 47,7″ O):
  - Fakultät für Pädagogik und Wohlfahrtspflege
  - Fakultät für Wirtschaftswissenschaften
  - Fakultät für Ingenieurwissenschaften
- Hasama-Campus (in Yufu, Präfektur Ōita, 33° 12′ 36,4″ N, 131° 32′ 11″ O):
  - Fakultät für Medizin